# Northamptonshire County Golf Club
De Northamptonshire County Golf Club is een oude golfclub in midden Engeland.
De club vierde in 2009 haar honderdjarig bestaan. De baan en het clubhuis werden ontworpen door Harry S Colt. De baan heeft delen met heide en delen met een parklandschap met pijnbomen, berken en een paar oude eiken. Er is ook een 6-holes par 3 baan.
Onlangs is de baan wat verlengd, de par is nog 70 maar de SSS is 73. Daarom heeft de commissie besloten dat het senior kampioenschap vanaf de gewone herentees wordt gespeeld. 
In het graafschap Northamptonshire zijn 27 golfbanen met 8500 leden.

## Toernooien
- 1997-2002: de regionale kwalificatietoernooien voor het Brits Open.
- 2007-heden: Nationaal Senior Profkampioenschap.